# Johannisbrücke (Gymnich)

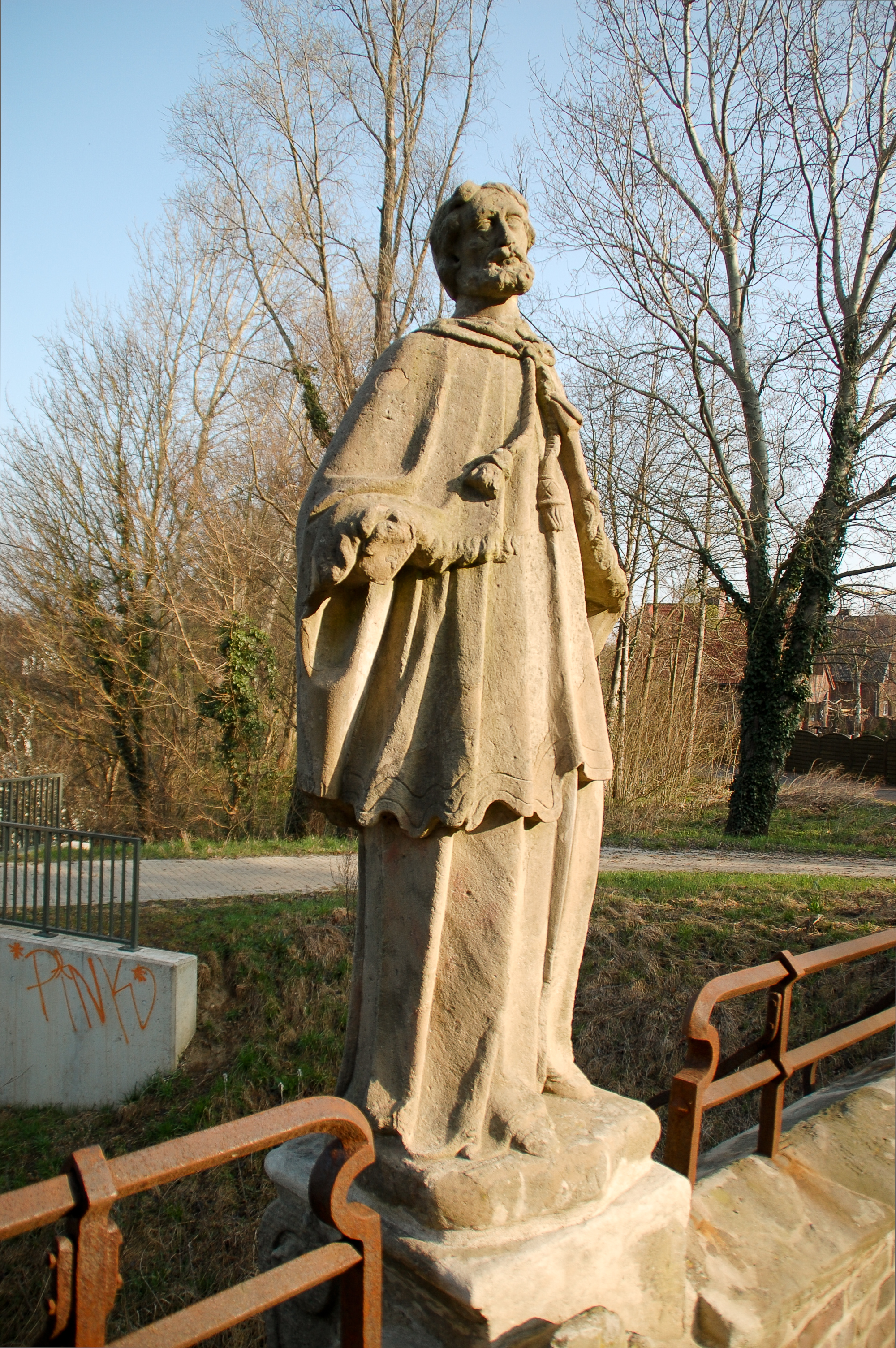
Figur des Brückenheiligen Johannes Nepomuk auf der Johannisbrücke, 2008

Die Johannisbrücke ist die älteste Brücke in Gymnich, einem Stadtteil von Erftstadt. Die denkmalgeschützte Brücke führt am Schlosspark des Schlosses Gymnich über die Kleine Erft. Sie ist benannt nach dem Brückenheiligen Johannes von Nepomuk, dessen Statue sich am nördlichen Brückenrand befindet.

## Lage
Die Johannisbrücke führt als Teil der Balkhausener Straße nahe dem Schloss Gymnich in Richtung des Kerpener Stadtteils Balkhausen über die Kleine Erft bzw. Alte Erft und verbindet damit die nordöstlich der Kleinen Erft gelegene Wohnsiedlung An der Johannisbrücke, die nach der Brücke benannt wurde, mit dem Ortskern Gymnichs.

## Geschichte und Beschreibung
Die Johannisbrücke, eine barocke Bogenbrücke, wurde um 1740 im Auftrag des Schlossherrn des Schlosses Gymnich Theodat Freiherr von und zu Gymnich auf dessen Anwesen erbaut. Sie besitzt bis heute etwa in der Mitte an der Nordseite eine beinahe lebensgroße Steinfigur des Brückenheiligen Johannes von Nepomuk, auf der Südseite steht ein Wappenstein mit dem Allianzwappen von Gymnich/Frankenstein. Die Adelsfamilie von und zu Gymnich residierte bis 1825 (dem Todesjahr der letzten Namensträgerin Johanna Maria Magdalena Felicitas Freiin von und zu Gymnich) im Schloss Gymnich.

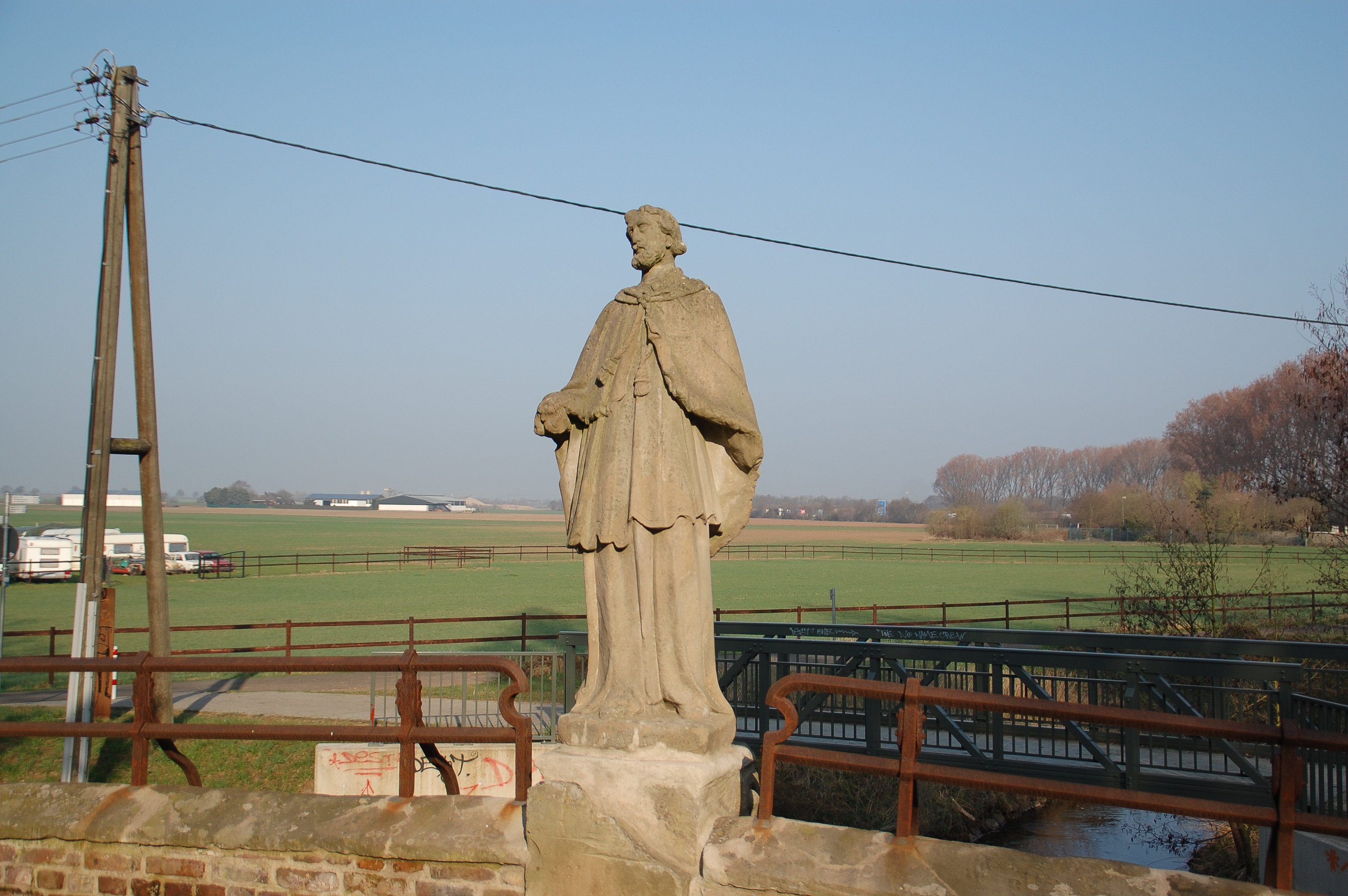
Johannisbrücke mit 2010 errichteter Fußgänger- und Radfahrerbrücke im Hintergrund

Da die Brücke selbst sehr schmal ist, wurden sie und ihre Figuren im Laufe der Geschichte mehrfach beschädigt und restauriert. So stürzte der Brückenheilige in den frühen 1980er Jahren nach einem Unfall in die Erft und 2008 wurde ein Teil der südlichen Brückenhälfte bei einem Verkehrsunfall zerstört. Vom August bis November 2009 wurde die Brücke entsprechend restauriert, dabei wurde die Fahrbahn durch Stahlbeton verstärkt und originalgetreu verpflastert, außerdem wurden die Nepomukfigur und der Wappenstein restauriert und neu aufgestellt. Seit Juni 2010 besteht zudem eine Fußgänger- und Radfahrerbrücke parallel zur Johannisbrücke mit wenigen Metern Abstand.